# Рокита Велика
Роки́та Вели́ка, Рокита (лат. Rokyta Velyka) — вершина Українських Карпат у Івано-Франківській області.
Висота 1111 м. Розміщена (48°25′14″ пн. ш. 24°41′58″ сх. д.) у гірському масиві Покутсько-Буковинських Карпат, за кілька кілометрів від гуцульських сіл: Лючки, Косівського району і за 10 кілометрів від Микуличина, що належить до Яремчанської міської ради.

## Історичні події
У XVIII ст. гірські хребти гори Рокити і гори Ліснів перетинав купецький кінний в'ючний шлях із Коломиї та Кут на Закарпаття. Завдяки цьому гуцули, що населяють ці гори, мали непоганий заробіток, наймаючись до купців перевізниками. Під горою Рокитою також у присілку Клітчин села Микуличин мав пристанок народний месник Олекса Довбуш. У 1738 — 1745 роках у цих краях відбувалися походи загону його опришків, які вели боротьбу з смоляками — лісовою поліцією ротмістра Пшелуського, що мав базу у селі Перерісль. Пшелуський набрав у смоляки дрібну польську шляхту, панських слуг і підкуплених опришків, бо вони добре знали місцевість. Опришки вели спостереження за рухом по в'ючному шляху купців і за переміщенням загонів смоляків, що полювали на Довбуша й одночасно грабували на полонинах пастухів.

## Рокита як туристичний об'єкт
Серед інших гір Карпат її можна безпомильно знайти за чітким орієнтиром — потужною ретрансляційною вежею. Звідси телевізійні та радіосигнали передають на Коломию, Косів, Ворохту, село Зелена, село Стримба біля Надвірни.  Останніми роками додалися ще й антени стільникового зв'язку.
Найкраще місце старту — знамените гуцульське село Микуличин. Дорога на Рокиту починається біля автомобільного мосту через річку Прутець Чемегівський, яка в Микуличині впадає в річку Прут. Якщо ви прибули до села потягом, треба вийти від залізничної станції на автотрасу, повернути наліво (у бік міста Яремче), пройти приблизно 200 метрів і за мостом повернути праворуч, між новозбудованими туристичним комплексом «Зорі Карпат» і крамницею. Звідси до вершини близько десяти кілометрів. Спершу приблизно три кілометри дорога йде селом уздовж Прутця. Треба рухатися весь час прямо в східному (частково південно-східному) напрямку, ігноруючи бічні дороги, що примикають зліва. Приблизно через 20 хвилин ходу справа від дороги перед розвилкою є дерев'яна каплиця. З розвилки йдемо далі направо. Пройшовши трохи більше кілометра, перетинаємо бетонний місток без пору́ччя, біля якого збереглися залишки старого дерев'яного моста. Буквально через десять хвилин виходимо до ще однієї розвилки. Тут обладнане місце для відпочинку, справа — доглянута криничка. З цієї розвилки до Рокити можна рухатись або прямо старою мощеною дорогою, що іде звором (яром між двома схилами), або повернувши вліво на автомобільну дорогу, яка звивається серпантином аж до самої вершини. Одразу за поворотом з цієї дороги відкривається панорама північної частини Микуличина. Трохи вище в лісі, менше як через кілометр, обидві дороги сходяться. Узбіччя майже суцільно поросли ожинниками, а гриби зустрічаються просто під ногами. Між вигинами серпантину протоптані стежки, якими можна суттєво скоротити шлях.